# Un crime pour une passion
Pour plus de détails, voir Fiche technique et Distribution.
Un crime pour une passion (Dance with a Stranger) est un film britannique réalisé par Mike Newell, sorti en 1985. Il s'agit d'un film biographique sur Ruth Ellis, dernière femme exécuté au Royaume-Uni en 1955. Le film sort 30 ans après cette exécution.

## Synopsis
En 1955, alors que le Royaume-Uni est en pleine élections générales, Ruth Ellis est condamnée à mort pour le meurtre de son amant David Blakely.

## Fiche technique
- Titre français : Un crime pour une passion
- Titre original : Dance with a Stranger
- Réalisation : Mike Newell
- Scénario : Shelagh Delaney
- Musique : Richard Hartley
- Photographie : Peter Hannan
- Montage : Mick Audsley
- Production : Roger Randall-Cutler
- Société de production : Goldcrest Films International, National Film Finance Corporation, Film Four International, First Film Company et Shooting Lodge
- Société de distribution : 20th Century Fox (Royaume-Uni)
- Pays de production :  Royaume-Uni
- Genre : drame biographique
- Durée : 96 minutes
- Dates de sortie : 
  - Royaume-Uni : 1er mars 1985
  - France : 4 septembre 1985

## Distribution
- Miranda Richardson : Ruth Ellis
- Rupert Everett : David Blakeley
- Ian Holm : Desmond Cussen
- Matthew Carroll : Andy
- Tom Chadbon (en) : Anthony Findlater
- Jane Bertish : Carole Findlater
- David Troughton : Cliff Davis
- Paul Mooney : Clive Gunnell
- Stratford Johns : Morrie Conley
- Joanne Whalley : Christine
- Susan Kyd : Barbara
- Lesley Manville : Maryanne
- Sallie Anne Field : Claudette

## Production
Il s'agit du premier rôle au cinéma de Miranda Richardson.

## Accueil

### Box-office
Le film a été un succès financier sur le sol britannique.